# Tubmanburg
Tubmanburg är en regionhuvudort i Liberia.   Den ligger i regionen Bomi County, i den västra delen av landet, 60 km norr om huvudstaden Monrovia. Tubmanburg ligger 152 meter över havet och antalet invånare är 3 155.
Terrängen runt Tubmanburg är huvudsakligen platt. Tubmanburg ligger uppe på en höjd. Runt Tubmanburg är det mycket glesbefolkat, med 2 invånare per kvadratkilometer. Det finns inga andra samhällen i närheten. I omgivningarna runt Tubmanburg växer i huvudsak städsegrön lövskog.